# BSWW Mundialito
Ne pas confondre avec le Mundialito et le Mundialito féminin.
Le BSWW Mundialito, plus couramment appelé Mundialito, est un tournoi annuel international de beach soccer, regroupant des pays sélectionnés et invités par le Beach Soccer Worldwide.
L'équipe du Brésil participe aux 18 éditions pour 14 trophées remportées. Les auriverde ont toujours terminé sur le podium lorsqu'ils ont pris part à la compétition.

## Histoire
En 1994, TV Globo et Koch Tavares forment un partenariat pour la réalisation d'un Mundialito de Beach Soccer en avril sur la plage de Copacabana, il est remporté par le Brésil. En 1997, la compétition est remise à jour au Portugal sur la Praia da Claridade dans la ville de Figueira da Foz où cette mini-coupe du monde se déroule jusqu'en 2004. En neuf éditions, le Brésil remporte 7 fois le trophée, seul les États-Unis en 1998 puis le Portugal en 2003 ont contesté cette suprématie auriverde.
En 2005, le tournoi déménage à la Praia da Rocha à Portimão sans déroger aux victoires brésiliennes outre les années 2008 et 2009 qui voit le Portugal s'imposer face à son meilleur ennemi.
Lors de l'édition 2010, après deux ans de règne portugais de Portimão, le Mundialito va de nouveau à l'équipe du Brésil après une brillante victoire sur le Portugal (4-0). L'Argentine prend elle la 3e place pour la troisième fois de son histoire (après 2006 et 2008) grâce à sa victoire sur les États-Unis (6-3).
En 2012, pour la première fois le Brésil n'est pas invité à la compétition qui est remportée par le Portugal. Pour l'édition 2013, l'Espagne s'impose pour la première fois dans la compétition qui découvre pour cette année-là une nouvelle plage, celle de Praia de Canide Norte à Vila Nova de Gaia, toujours au Portugal.

## Lieu
| Année(s)  | Pays                                                   | Ville                                                  | Plage                                                  |
| --------- | ------------------------------------------------------ | ------------------------------------------------------ | ------------------------------------------------------ |
| 1994      | Brésil                                                 | Rio de Janeiro                                         | Copacabana                                             |
| 1997-2004 | Portugal                                               | Figueira da Foz                                        | Praia da Claridade                                     |
| 2005-2012 | Portugal                                               | Portimão                                               | Praia da Rocha                                         |
| 2013      | Portugal                                               | Vila Nova de Gaia                                      | Praia de Canide Norte                                  |
| 2014      | Portugal                                               | Espinho                                                | Praia da Baía                                          |
| 2016      | Portugal                                               | Cascais                                                | Praia de Carcavelos                                    |
| 2017      | Portugal                                               | Cascais                                                | Praia de Carcavelos                                    |
| 2018      | Portugal                                               | Almada                                                 | Costa da Caparica                                      |
| 2019      | Portugal                                               | Nazaré                                                 | Praia da Nazaré                                        |
| 2020      | Éditions annulées en raison de la pandémie de Covid-19 | Éditions annulées en raison de la pandémie de Covid-19 | Éditions annulées en raison de la pandémie de Covid-19 |
| 2021      | Éditions annulées en raison de la pandémie de Covid-19 | Éditions annulées en raison de la pandémie de Covid-19 | Éditions annulées en raison de la pandémie de Covid-19 |
| 2022      | Espagne                                                | Maspalomas                                             | Playa del Inglés                                       |
| 2023      | Espagne                                                | Ayamonte                                               | Isla Canela                                            |

## Palmarès

### Par édition
| #  | Année | Vainqueur  | 2e                  | 3e         | 4e                  | Nb |
| -- | ----- | ---------- | ------------------- | ---------- | ------------------- | -- |
| 1  | 1994  | Brésil     | Italie              | États-Unis | Argentine           | 4  |
| 2  | 1997  | Brésil     | Espagne             | Canada     | Portugal            | 8  |
| 3  | 1998  | États-Unis | Pérou               | Brésil     | Portugal            | 12 |
| 4  | 1999  | Brésil     | Portugal            | Uruguay    | France              | 8  |
| 5  | 2000  | Brésil     | Portugal            | France     | Espagne             | 8  |
| 6  | 2001  | Brésil     | Portugal            | Espagne    | France              | 8  |
| 7  | 2002  | Brésil     | Portugal            | Italie     | Argentine           | 8  |
| 8  | 2003  | Portugal   | Brésil              | Espagne    | Uruguay             | 8  |
| 9  | 2004  | Brésil     | Espagne             | Italie     | Portugal            | 8  |
| 10 | 2005  | Brésil     | Portugal            | France     | Ukraine             | 8  |
| 11 | 2006  | Brésil     | Portugal            | Argentine  | Angleterre          | 12 |
| 12 | 2007  | Brésil     | Portugal            | Japon      | Suisse              | 12 |
| 13 | 2008  | Portugal   | Brésil              | Argentine  | France              | 4  |
| 14 | 2009  | Portugal   | Brésil              | Espagne    | Émirats arabes unis | 4  |
| 15 | 2010  | Brésil     | Portugal            | Argentine  | États-Unis          | 4  |
| 16 | 2011  | Brésil     | Portugal            | Mexique    | France              | 4  |
| 17 | 2012  | Portugal   | Espagne             | Allemagne  | Chine               | 4  |
| 18 | 2013  | Espagne    | Portugal            | Italie     | Japon               | 4  |
| 19 | 2014  | Portugal   | Japon               | Hongrie    | États-Unis          | 4  |
| 20 | 2016  | Brésil     | Portugal            | États-Unis | Chine               | 4  |
| 21 | 2017  | Brésil     | Portugal            | Russie     | France              | 4  |
| 22 | 2018  | Portugal   | Espagne             | Japon      | Mexique             | 4  |
| 23 | 2019  | Portugal   | Sénégal             | Espagne    | Japon               | 4  |
| 24 | 2022  | Espagne    | États-Unis          | Portugal   | Japon               | 4  |
| 25 | 2023  | Brésil     | Émirats arabes unis | Espagne    | Mexique             | 4  |

### Bilan par nation
| Équipe              | Titres                                                                                       | Deuxième                                                                   | Troisième                      |
| ------------------- | -------------------------------------------------------------------------------------------- | -------------------------------------------------------------------------- | ------------------------------ |
| Brésil              | · 1994, 1997, 1999, 2000, 2001, 2002, 2004, 2005, · 2006, 2007, 2010, 2011, 2016, 2017, 2023 | 2003, 2008, 2009                                                           | 1998                           |
| Portugal            | · 2003, 2008, 2009, 2012, 2014, 2018, 2019                                                   | · 1999, 2000, 2001, 2002, 2005, 2006, · 2007, 2010, 2011, 2013, 2016, 2017 | 2022                           |
| Espagne             | 2013, 2022                                                                                   | · 1997, 2004, 2012, 2018                                                   | · 2001, 2003, 2009, 2019, 2023 |
| États-Unis          | 1998                                                                                         | 2022                                                                       | 1994, 2016                     |
| Italie              | -                                                                                            | 1994                                                                       | 2002, 2004, 2013               |
| Japon               | -                                                                                            | 2014                                                                       | 2007, 2018                     |
| Pérou               | -                                                                                            | 1998                                                                       | -                              |
| Sénégal             | -                                                                                            | 2019                                                                       | -                              |
| Émirats arabes unis | -                                                                                            | 2023                                                                       | -                              |
| Argentine           | -                                                                                            | -                                                                          | 2006, 2008, 2010               |
| France              | -                                                                                            | -                                                                          | 2000, 2005                     |
| Canada              | -                                                                                            | -                                                                          | 1997                           |
| Uruguay             | -                                                                                            | -                                                                          | 1999                           |
| Mexique             | -                                                                                            | -                                                                          | 2011                           |
| Allemagne           | -                                                                                            | -                                                                          | 2012                           |
| Hongrie             | -                                                                                            | -                                                                          | 2014                           |
| Russie              | -                                                                                            | -                                                                          | 2017                           |

## Trophées individuels

### Par éditions
Des récompenses individuelles sont données pour la première fois en 2001.
| #  | Édition | Meilleur joueur | Meilleur buteur                            | Meilleur buteur | Meilleur gardien |
| #  | Édition | Meilleur joueur | Nom                                        | Nbr             | Meilleur gardien |
| -- | ------- | --------------- | ------------------------------------------ | --------------- | ---------------- |
| 6  | 2001    | Amarelle        | -                                          | -               | -                |
| 7  | 2002    | -               | -                                          | -               | -                |
| 8  | 2003    | -               | -                                          | -               | -                |
| 9  | 2004    | Jorginho        | Madjer                                     |                 | Roberto Valeiro  |
| 10 | 2005    | Madjer          | Madjer (2)                                 |                 | Pierre           |
| 11 | 2006    | Buru            | -                                          | -               | -                |
| 12 | 2007    | Madjer (2)      | -                                          | -               | -                |
| 13 | 2008    | Madjer (3)      | Madjer (3)                                 |                 | Mão              |
| 14 | 2009    | Madjer (4)      | Amarelle                                   | 7 buts          | Mão              |
| 15 | 2010    | Madjer (5)      | Madjer (4), Daniel et Sidney, et De Ezeyza | 3 buts          | César Mendoza    |
| 16 | 2011    | Belchior        | Belchior                                   | 5 buts          | Paulo Graça      |
| 17 | 2012    | Madjer (6)      | Madjer (5)                                 | 7 buts          | Paulo Graça      |
| 18 | 2013    | Alan Cavalcanti | Belchior et Llorenç                        | 5 buts          | Nuno Pereira     |
| 19 | 2014    | Jordan          | Belchior                                   | 7 buts          | Nuno Pereira     |
| 20 | 2016    | Belchior        | Lucão                                      | 8 buts          | Christopher Toth |
| 21 | 2017    | Rodrigo         | Rodrigo & Mauricinho                       | 5 buts          | Mão              |
| 22 | 2018    | Jordan          | Takasuke Goto                              | 6 buts          | Elinton Andrade  |

### Joueurs remarquables
Joueurs ayant remporté plus d'une fois un trophée individuel.
| # | Meilleur joueur | Meilleur buteur | Meilleur gardien |
| - | --------------- | --------------- | ---------------- |
| 1 | Madjer (6 fois) | Madjer (5)      | Mão (3)          |